# کرالا
کِرالا (به مالایالم: കേരളം) ایالتی در جنوب کشور هند است که خط ساحلی طولانی و سرسبزی با دریای عرب دارد. مرکز این ایالت تریواندروم و زبان رایج این ایالت، مالایالم، از زبان‌های دراویدی است. کرالا ۳۸۸۶۳ کیلومتر مربع مساحت دارد. در سرشماری سال ۲۰۱۱، این ایالت ۳۳٬۴۰۶٬۰۶۱ سکنه داشت. کوچی و کالیکوت از دیگر شهرهای بزرگ این ایالت هستند.
این ایالت با روزنامه‌هایی که به ۹ زبان، عمدتاً انگلیسی و مالایام منتشر می‌شوند، بیشترین میزان دسترسی رسانه‌ای شهروندان در هند را دارد. نیمی از جمعیت این ایالت هندو هستند و پس از آن اسلام و مسیحیت قرار دارد. فرهنگ کرالا ترکیبی از فرهنگ‌های آریایی، دراویدی، عرب و اروپایی است، که طی هزاران سال تحت تأثیر سایر بخش‌های هند و خارج از آن توسعه یافته است.

## تاریخ

### دوران باستان
مشخص نیست که آیا این منطقه در دوران نوسنگی مسکونی بوده‌است یا خیر. با این حال، شواهدی مبنی بر پیدایش آثار سفالی و گرانیتی ماقبل تاریخ به شکل مقبره‌های خرسنگی در قرن ۱۰ قبل از میلاد وجود دارد. این گورها شبیه همتایان خود در اروپای غربی و سایر بخش‌های آسیا هستند. تصور می‌شود که این آثار متعلق به گویشوران زبان تامیل اولیه باشند. کرالا و تامیل‌نادو زمانی زبان، قومیت و فرهنگ مشترک داشتند. این منطقه مشترک به تامیلاکام معروف بود.
کرالا برای اولین بار (به عنوان کرالاپوترا) در یک سنگ‌نوشته سده سوم پیش از میلاد که از دوران امپراتور مائوریایی آشوکا به‌جا مانده ذکر شده‌است. در قرون آخر قبل از میلاد این منطقه به خاطر ادویه‌جات (به ویژه فلفل) در بین یونانی‌ها و رومی‌ها معروف شد. در طول پنج سده اول پس از میلاد، این منطقه بخشی از تامیلاکام - قلمرو تامیل‌ها - بود و بنابراین گاهی اوقات تا حدی توسط سلسله‌های شرقی پاندیا و چولا و همچنین توسط چراها کنترل می‌شد.
چراهای باستانی که زبان مادری و زبان دربارشان تامیل باستان بود، از پایتخت خود در ونچی بر کرالا حکومت می‌کردند. آنها دائماً با پادشاهی‌های همسایه یعنی چولا و پاندیا در جنگ بودند. هویت کرالاییی، متمایز از تامیل‌ها و مرتبط با دومین امپراتوری چرا، تحت سلسله کولشخارا (حدود ۸۰۰–۱۱۰۲) از نظر زبانی جدا شد. در آغاز قرن چهاردهم، راوی وارما کولاشخارا از وِناد برتری کوتاه مدتی را بر جنوب هند برقرار کرد. پس از مرگ او، کرالا به مجموعه‌ای از امیرنشین‌های متخاصم تبدیل شد که از جمله مهم‌ترین آنها کالیکون در شمال و وناد در جنوب بودند.

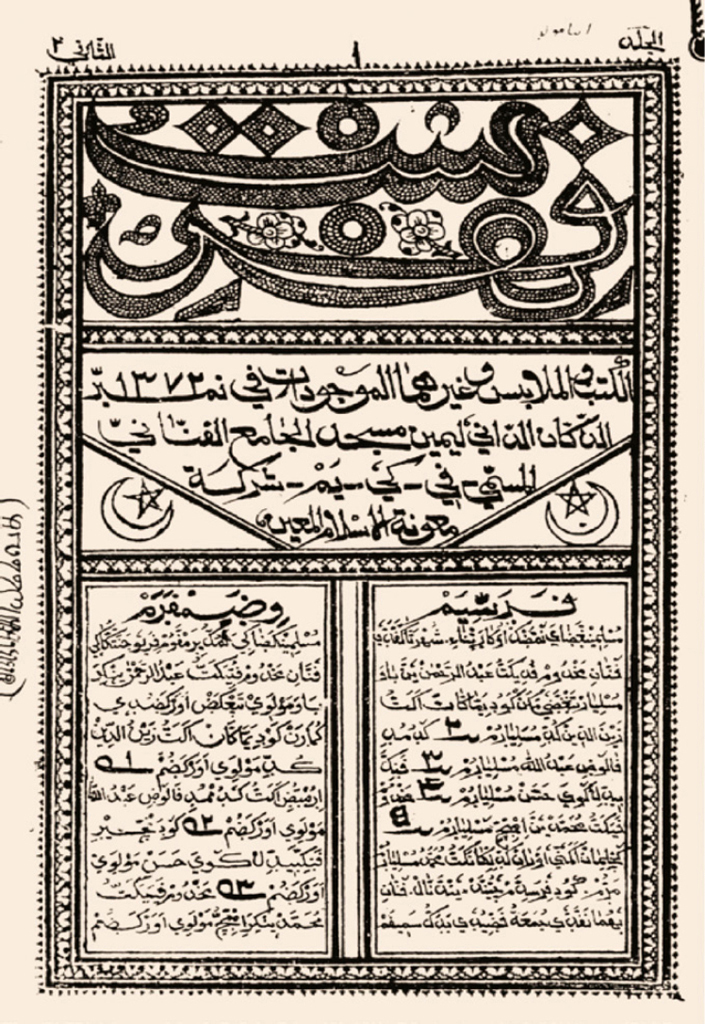
متنی قدیمی به عربی و تامیل در مورد کتب و منسوجات

در سده یکم میلادی، مهاجران یهودی وارد منطقه شدند و به روایت سنت مسیحی محلی، تومای حواری در همان قرن از کرالا دیدن کرد. بسیاری از دوره تاریخی کرالا از قرن ششم تا هشتم مبهم است، اما مشخص است که بازرگانان عرب اسلام را بعداً در این دوره به منطقه آوردند. تحت سلسله کولاشِخارا (حدود ۸۰۰–۱۱۰۲)، مالایالام به عنوان یک زبان متمایز ظهور کرد و هندوئیسم در کرالا برجسته شد.

### دوران جدیدتر
در طول قرن‌ها، این منطقه به‌طور پیاپی از سوی پرتغالی‌ها، هلندی‌ها و انگلیسی‌ها اشغال شده‌است. انگلیسی‌ها ایالت مَدرَس را ایجاد کردند که تمام جنوب شبه قاره را به جز بخش جنوبی کرالا در بر می‌گرفت. بخش جنوبی کرالا در آن زمان پادشاهی تراواکور نام داشت. پس از استقلال هند در سال ۱۹۴۸، ایالت کوچین-تراواکور تأسیس شد که تا حد زیادی با ایالت کنونی کرالا تطابق داشت. در ۱ نوامبر ۱۹۵۶، تعدادی از مناطق کوچین-تراواکور واگذار شد و مناطق دیگر بر اساس خطوط قومی و زبانی به آن اضافه شد و نام ایالت هم به کرالا تغییر یافت.

## جغرافیا

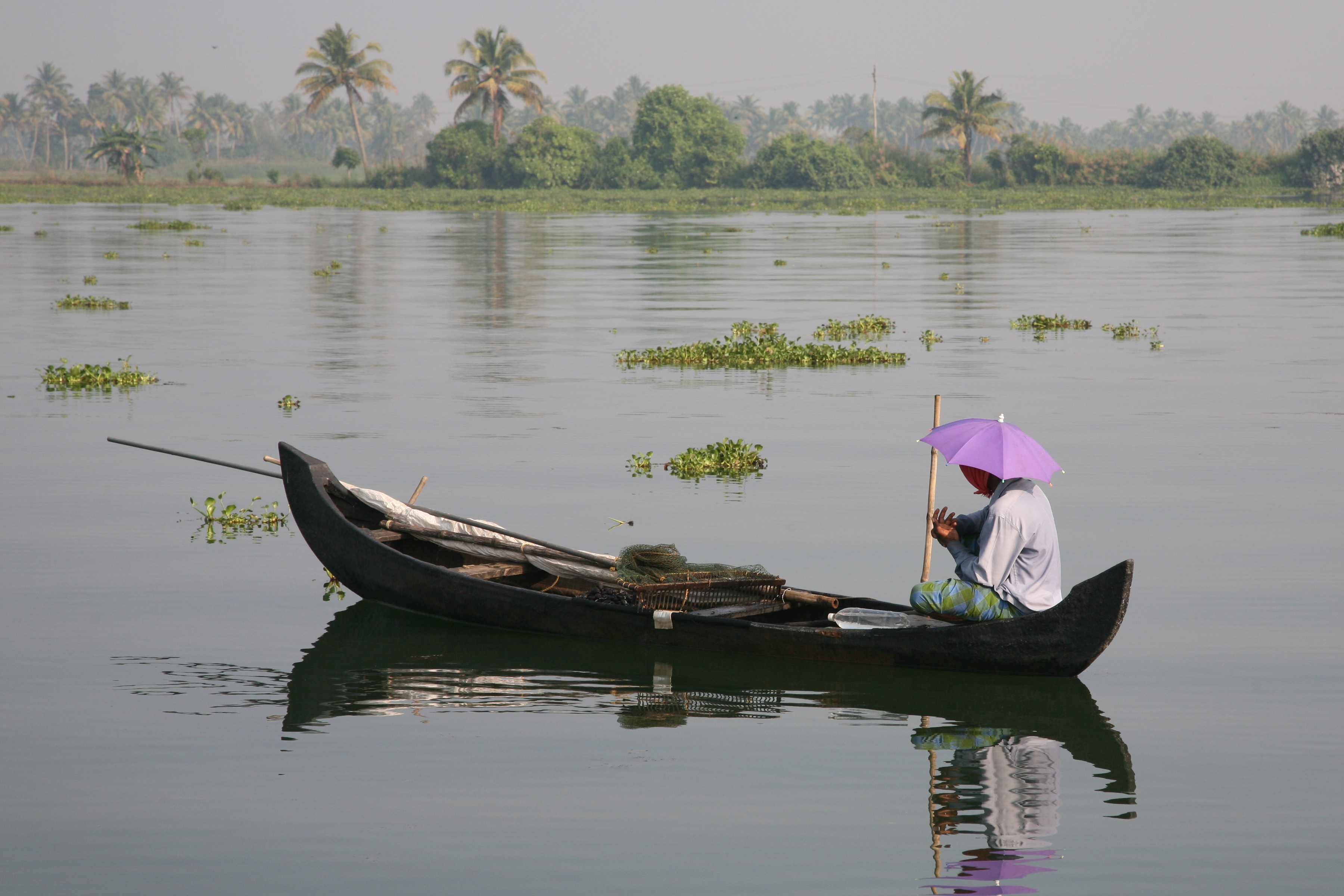
ماهیگیر در پشت‌آب‌های کرالا.

این ایالت یک نوار خشکی دراز در امتداد دریای عرب است. کانال‌ها، دریاچه‌ها و رودخانه‌های زیادی در پشت خط ساحلی وجود دارد که در مجموع به عنوان پشت‌آب‌های کرالا شناخته می‌شوند. داخلهٔ کوهستانی بخشی از گهات غربی است و ساحل کرالا نیز بیشتر ساحل مالابار را تشکیل می‌دهد. حدود ۲۵ درصد از قلمرو کرالا جنگلی است. جانوران آن شامل ببر، فیل، خرس تنبل، گوزن خالدار، گورخر و پلنگ است. پارک طبیعی اصلی ایالت، پارک ملی پِریار است.

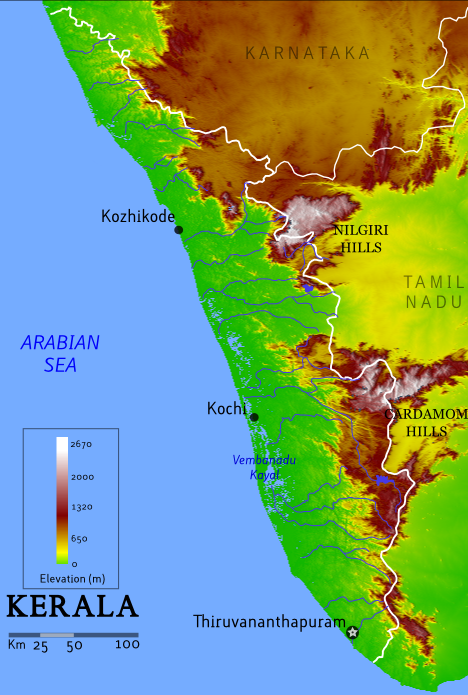
نقشه جغرافیایی کرالا

کرالا با دو ایالت دیگر هند هم‌مرز است: کارناتاکا در شمال و تامیل‌نادو در شرق. بزرگ‌ترین شهرهای کرالا عبارتند از مرکز آن یعنی تریواندروم (۷۴۴۷۳۹ نفر) و سپس شهرکوچی (کوچین) (۵۹۶۴۷۳). با این حال، منطقه شهری کوچی بزرگتر از تریواندروم (۸۸۹٬۱۹۱) است (۱۳۵۵۴۰۶). سه شهر بزرگ دیگر ایالت کوژیکود (کالیکوت) (۴۳۶۵۲۷)، کولام (۳۶۱۴۴۱) و تریسور (۳۱۷۴۷۴) هستند.

## تقسیم اداری
کرالا از نظر اداری به ۱۴ شهرستان تقسیم می‌شود. در زیر فهرستی از این شهرستان‌ها آمده‌است:
| - آلاپوزا - ارناکولام - ایدوکی - کنور - کاسرگود - کولام - کوتایم |  | - کوژیکود - مالاپورام - پالاکاد - پاتانامتیتا - تریسور - ترواننت پورم - ویاناد |  |  |

## جمعیت

### جمعیت‌شناسی
امروزه کرالا ایالتی با کمترین نرخ بی سوادی در هند است (کمتر از ۱۰ درصد در مقابل ۳۵٫۲ درصد به‌طور متوسط در سراسر هند) و متوسط سطح تحصیلات در آن بالاترین است. میانگین استاندارد زندگی نیز نسبت به سایر نقاط کشور بالاتر است. نرخ تولد در آن کمترین میزان در هند است. زبان رسمی مالایالم است که بیش از ۹۵ درصد از جمعیت به آن صحبت می‌کنند.

### دین
درصد هندوها نسبتاً پایین و ۵۶٫۲٪ است. اقلیت بزرگی از مسلمانان (۲۴٫۷ درصد) و مسیحیان (۱۹ درصد) وجود دارد. مسیحیان کرالا به عنوان مسیحیان توماسی شناخته می‌شوند که از اشکال مختلف مسیحیت سریانی پیروی می‌کنند و یکی از قدیمی‌ترین جوامع مسیحی در جهان را تشکیل می‌دهند. در کوچی (قبلاً: کوچین) یک جامعه یهودی کوچک، اما ۱۳۰۰ ساله وجود دارد. جامعه هندوهای کرالا محافظه‌کارترین جامعه هند است. در حالی که گردشگران در سایر نقاط هند می‌توانند از معابد هندو بازدید کنند، معابد در کرالا برای غیر هندوها قابل دسترسی نیستند و اغلب قوانین لباس سختی وجود دارد. در آغاز سال ۲۰۱۹، غوغایی به پا شد زیرا دو زن هندو از معبد ساباریمالا بازدید کردند، معبدی که ورود زنان بین ۱۰ تا ۵۰ سال به آن ممنوع است. در مرکز ایالت، ثروتمندترین معبد جهان، نیایشگاه پادمانابهاسوامی، با ارزش خالص تخمینی ۱۸ میلیارد دلار برپا است. دو معبد دیگر در کرالا نیز جزو ۱۵ معبد ثروتمند هند هستند: معبد ساباریمالا و معبد گورووایور. بر خلاف بسیاری از ایالت‌های دیگر در هند، تنش‌های کمی بین سه دین در کرالا وجود دارد.

## اقتصاد
علاوه بر کشاورزی و ماهیگیری، بخش خدمات از اهمیت ویژه‌ای برخوردار است که بیش از ۶۰ درصد از تولید ناخالص داخلی ایالت را تشکیل می‌دهد. گردشگری نیز بسیار مهم است. سواحل گرمسیری کوالام از محبوبیت خاصی برخوردار است. بیکاری و نرخ فقر در ایالت زیر ۱۰٪ است.

## آب و هوا
کرالا دارای آب و هوای استوایی با بیشینه بین ۲۹ تا ۳۵ درجه سانتی‌گراد و کمینه بین ۲۲ تا ۲۵ درجه سانتیگراد است. فصل بارانی بین ژوئن و دسامبر است.

## فرهنگ
فرهنگ کرالا ترکیبی و چندفرهنگی است و بخشی جدایی‌ناپذیر از فرهنگ هند به‌شمار می‌رود. این فرهنگ در طول هزاران سال، تحت تأثیر فرهنگ‌های آریایی، دراویدی، عرب و اروپایی شکل گرفته و رشد یافته است. هویت فرهنگی کرالا هم‌زمان کهن، تداوم‌یافته و ریشه‌دار در میان مردم مالایالی است. تماس مداوم با فرهنگ‌های همسایه و خارجی در طول قرن‌ها به غنای این فرهنگ افزوده، اما جدایی جغرافیایی کرالا از دیگر نقاط هند، موجب پیدایش سبک زندگی، هنر، معماری، زبان، ادبیات و نهادهای اجتماعی ویژه‌ای شده است.
بیش از ده هزار جشنواره هر سال در این ایالت برگزار می‌شود. گاه‌شمار مالایالم، که از سال ۸۲۵ میلادی آغاز شده، هنوز برای برنامه‌ریزی کشاورزی و مناسبت‌های دینی کاربرد دارد. زبان مالایالم که از زبان‌های کلاسیک هند است، زبان رسمی کرالا به‌شمار می‌آید. افزون بر آن، بیش از دوازده زبان دیگر در این ایالت رواج دارند. کرالا همچنین بالاترین مصرف الکل را در میان ایالت‌های هند دارد.

### جشنواره‌ها
بسیاری از معبدهای کرالا در روزهای مشخصی از سال جشنواره‌هایی برگزار می‌کنند. از ویژگی‌های رایج این جشن‌ها، برافراشتن پرچم مقدسی است که در روز پایانی با پایین آوردن آن، جشن پایان می‌یابد. یکی از مشهورترین این مراسم، تریسور پورم است که با فیل‌های تزیین‌شده، آتش‌بازی و جمعیت گسترده همراه است. جشنواره‌های دیگر شامل ماکاراویلاکو، چیناکاتور پورم، آتوکال پونگالا و ننمرا والانگی ولا هستند.
در بسیاری از معابد، جشن‌های محلی سالانه‌ای موسوم به «اوتساوَم» برگزار می‌شود. معابدی که توانایی مالی دارند، معمولاً یک فیل تزیین‌شده را در مراسم می‌گنجانند. تندیس معبد را بر پشت این فیل سوار کرده و به میان مردم می‌برند، و ساکنان روستاها با دادن برنج، نارگیل و نذورات دیگر از آن استقبال می‌کنند. این دسته‌گردانی‌ها همراه با موسیقی سنتی همچون پانچاری مِلام یا پانچاوادْیَم برگزار می‌شود. همچنین، مسلمانان کرالا عید فطر و عید قربان را گرامی می‌دارند و مسیحیان ایالت نیز کریسمس و عید پاک را جشن می‌گیرند.
در این میان، اونام جشن برداشت محصول است و یادآور گذشته کشاورزی کرالا به‌شمار می‌رود. این جشن محلی با تعطیلاتی چهاره‌روزه (از شب قبل از اونام تا روز چهارم) در ماه چینگام از گاه‌شمار مالایالم (برابر با اوت–سپتامبر میلادی) برگزار می‌شود. اونام به مناسبت بازگشت اسطوره‌ای ماهابالی، پادشاه نیک‌سیرت، به خانه‌های مردم گرامی داشته می‌شود. مدت کلی جشن ده روز است و مردم آن را با آیین‌هایی چون والیام کالی (قایق‌رانی)، پولیکالی (نمایش ببرها)، پوک‌کالام (فرش گل)، تومبی تولال (رقص دسته‌جمعی) و اوناوِیلو (سازهای سنتی) همراه می‌سازند.

### موسیقی و رقص
کرالا زادگاه گونه‌های گوناگون هنرهای نمایشی است. پنج رقص کلاسیکِ کاتاکالی، موهینی‌آتام، کودی‌آتام، تولال و کریشنا‌ناتام در دوران سلطنتی و در فضاهای مذهبی شکل گرفته‌اند. افزون بر این‌ها، رقص‌های سنتی دیگر مانند کرالا ناتانام، تیریاتام، کالیتاتام، تِیام، کوتو و پادایانی نیز با فرهنگ معبدی پیوند دارند.
در میان مسلمانان، رقص‌هایی چون اوپانا و دف‌موتو محبوب‌اند؛ در حالی که مسیحیان سریانی رقص‌هایی چون مارگام‌کالی و پاریچاموتوکالی را اجرا می‌کنند. چاویتو ناداکام نیز نزد مسیحیان لاتینی رایج است. موسیقی کلاسیک بومی کرالا با نام سوپانا سانگیتام، و همچنین موسیقی کارناتیک، نقشی مهم در مراسم آیینی معابد دارند.
در اجراهای «کاتاکالی»، موسیقی مبتنی بر راگا با نام «سوپانام» همراه می‌شود. موسیقی پرکاسیو و ضربی مانند «ملام»، با گونه‌های «پاندی» و «پانچاری»، با استفاده از سازهایی چون چندا اجرا می‌شود. «پانچاوادْیَم» ترکیبی از پنج ساز کوبه‌ای سنتی است.
در زمینه هنرهای تجسمی نیز، کرالا از نقاشی‌های سنتی دیواری تا آثار نقاش برجسته راجا راوی ورما را در بر می‌گیرد. بیشتر اقوام کرالا مجموعه‌های غنی‌ای از آوازهای عامیانه دارند. از جمله آن‌ها می‌توان به وداکان پاتوکال (حماسه‌های شمالی)، تِکّان پاتوکال (حماسه‌های جنوبی)، وانچی پاتوکال (ترانه‌های قایقرانی)، ماپیلا پاتوکال (ترانه‌های اسلامی) و پالّی پاتوکال (ترانه‌های کلیسایی) اشاره کرد.

### سینما
سینمای مالایالم جایگاهی ویژه در صنعت سینمای هند یافته و با پرداختن به موضوعات اجتماعی شناخته می‌شود. کارگردانانی مانند آدور گوپالاکریشنان، جی. آراویندان، باراتان، پی. پادماراجان، ام.تی. واسودوان نایر، ک.جی. جرج، پریادارشان، شاجی ان کارون و جان آبراهام (کارگردان) از چهره‌های برجسته سینمای هنری کرالا بوده‌اند.
کرالا همچنین بازیگران برجسته‌ای چون موهانلال، ماموتی، ساتیان، پرم نظیر، مادهو، شیلّا، جایان، ادور باسی، ثیلاکان، شوبانا، پریتیویراج، پارواتی، دولکر سلمان، جاگاتی سری‌کومار و فهد فاضل را به سینمای هند معرفی کرده است. از میان آن‌ها، موهانلال و ماموتی از دهه ۱۹۸۰ تاکنون بر سینمای مالایالم سلطه داشته‌اند و چندین جایزه ملی بهترین بازیگر را به خود اختصاص داده‌اند.
پرم نظیر، بازیگر فقید مالایالم، رکورد جهانی بیشترین بازی در نقش اول در بیش از ۷۲۰ فیلم را دارد.
جشنواره بین‌المللی فیلم کرالا هر ساله در کرالا برگزار می‌شود. این یکی از سه جشنواره فیلم برتر هند است. هنر کودیاتم در کرالا معروف است؛ شکلی از تئاتر که در فهرست میراث فرهنگی ناملموس یونسکو قرار گرفته‌است.

## آشپزی

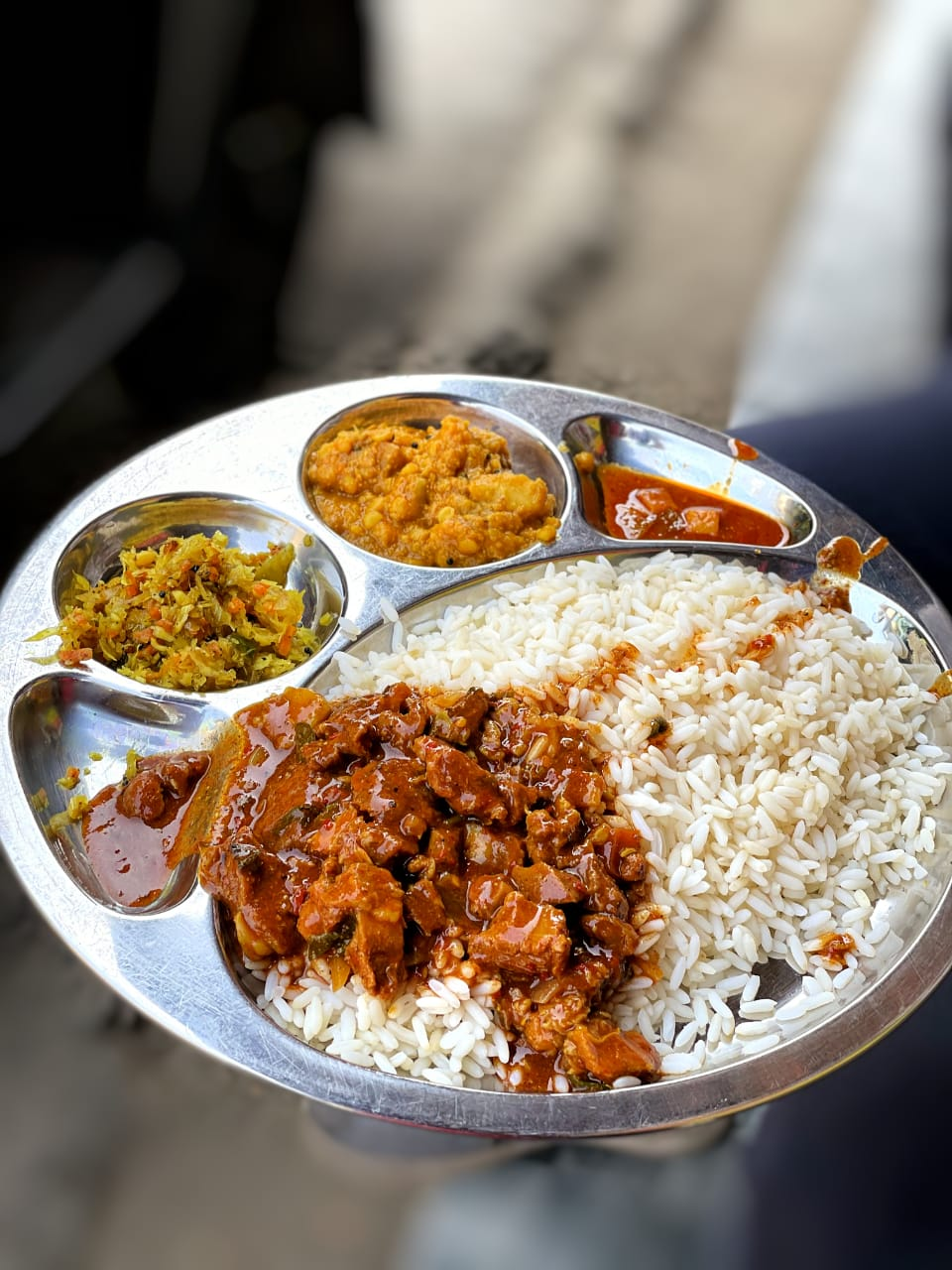
یکی از خوراک‌های کرالا

خوراک‌های کرالا شامل مجموعه‌ای گسترده از غذاهای گیاهی و گوشتی است که با استفاده از ماهی، مرغ و گوشت تهیه می‌شوند. ادویه‌هایی که در پخت‌وپز به‌کار می‌روند، هزاران سال است که در کرالا کشت می‌شوند و ویژگی برجسته‌ای در آشپزی این منطقه دارند. برنج، غذای اصلی است و در همهٔ وعده‌های روزانه مصرف می‌شود. بیشتر غذاهای صبحانه در کرالا از برنج تهیه می‌شوند؛ از جمله ایدلی، دوسا، پوتّو، پاتیری، اپام و ایدیاپام، و همچنین خوراک‌هایی بر پایهٔ مانیوک (تپیُکا) یا عدس مانند ودا.
صبحانه‌ای که در هر دو ایالت کرالا و تامیل‌نادو محبوب است، ایدیاپام نام دارد که صبحانه‌ای خمیری است.
این غذاها معمولاً همراه با چاتنی، نخود تفت‌داده (کَدالا)، پیاسام، لوبیای سبز (پایَر) با پاپادام، اپام، کاری مرغ، گوشت سرخ‌شده، ماسالای تخم‌مرغ و کاری ماهی سرو می‌شوند. پوروتا و بریانی نیز در بسیاری از رستوران‌های کرالا یافت می‌شوند. بریانی تالاسری به‌عنوان یک برند قومی محبوبیت دارد. ناهار معمولاً شامل برنج و کاری به‌همراه خوراک‌هایی مانند راسام، پولیشری و سامبار است.
سادیا یک وعدهٔ غذایی گیاهی کامل است که بر برگ موز سرو می‌شود و با یک فنجان پیاسام به پایان می‌رسد. تنقلات پرطرفدار شامل چیپس موز، چیپس یام، چیپس مانیوک، آچاپام، اونی‌آپام و «کوزَلاپام» هستند. غذاهای دریایی ویژه شامل کاریمین (نوعی ماهی بومی)، میگو، خرچنگ و سایر سخت‌پوستان است. خوراک کرالا، به‌ویژه در منطقهٔ تالاسری، تحت تأثیر ترکیب گوناگونی از فرهنگ‌ها قرار گرفته و بسیار متنوع است.

## نگارخانه

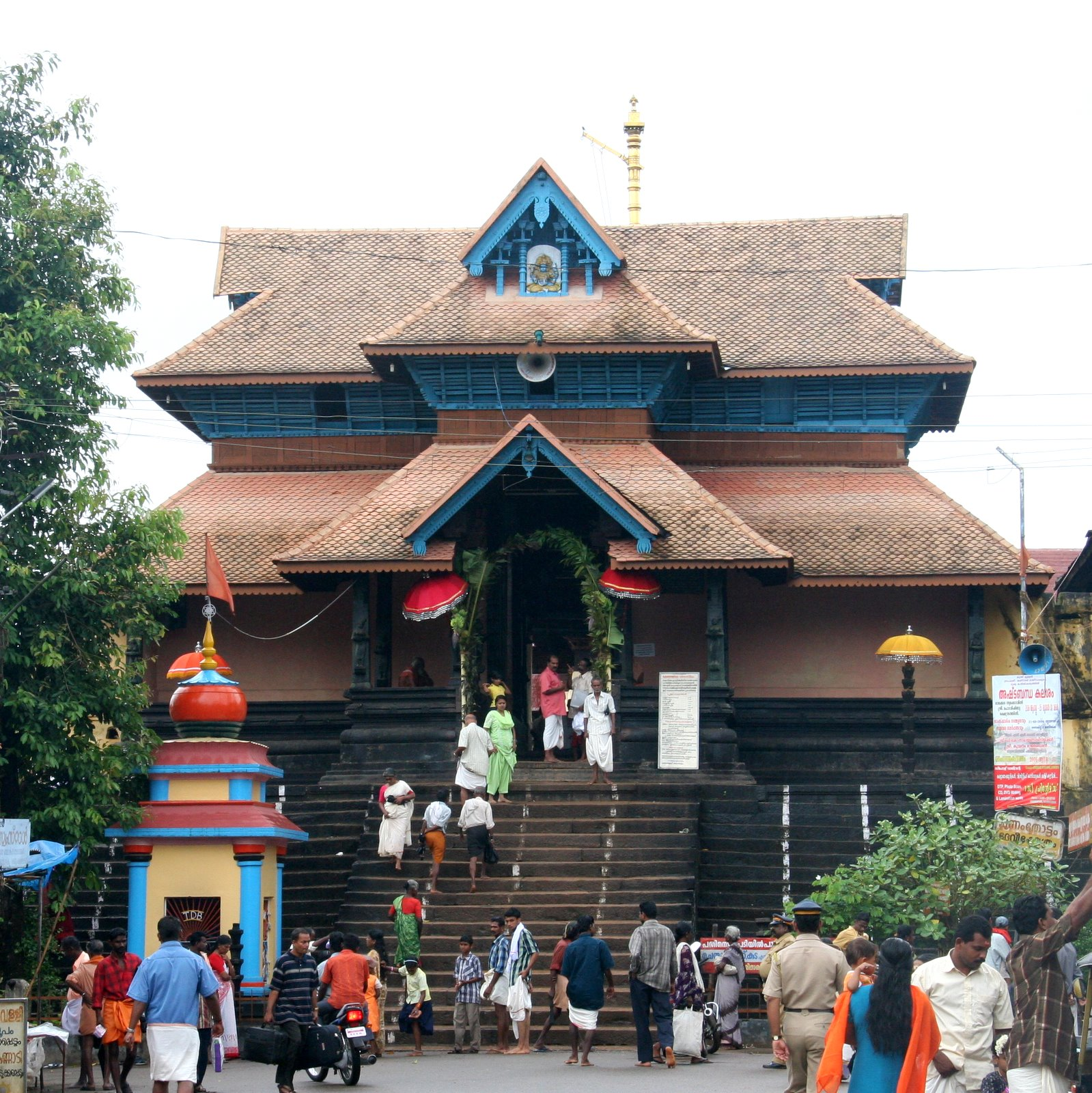
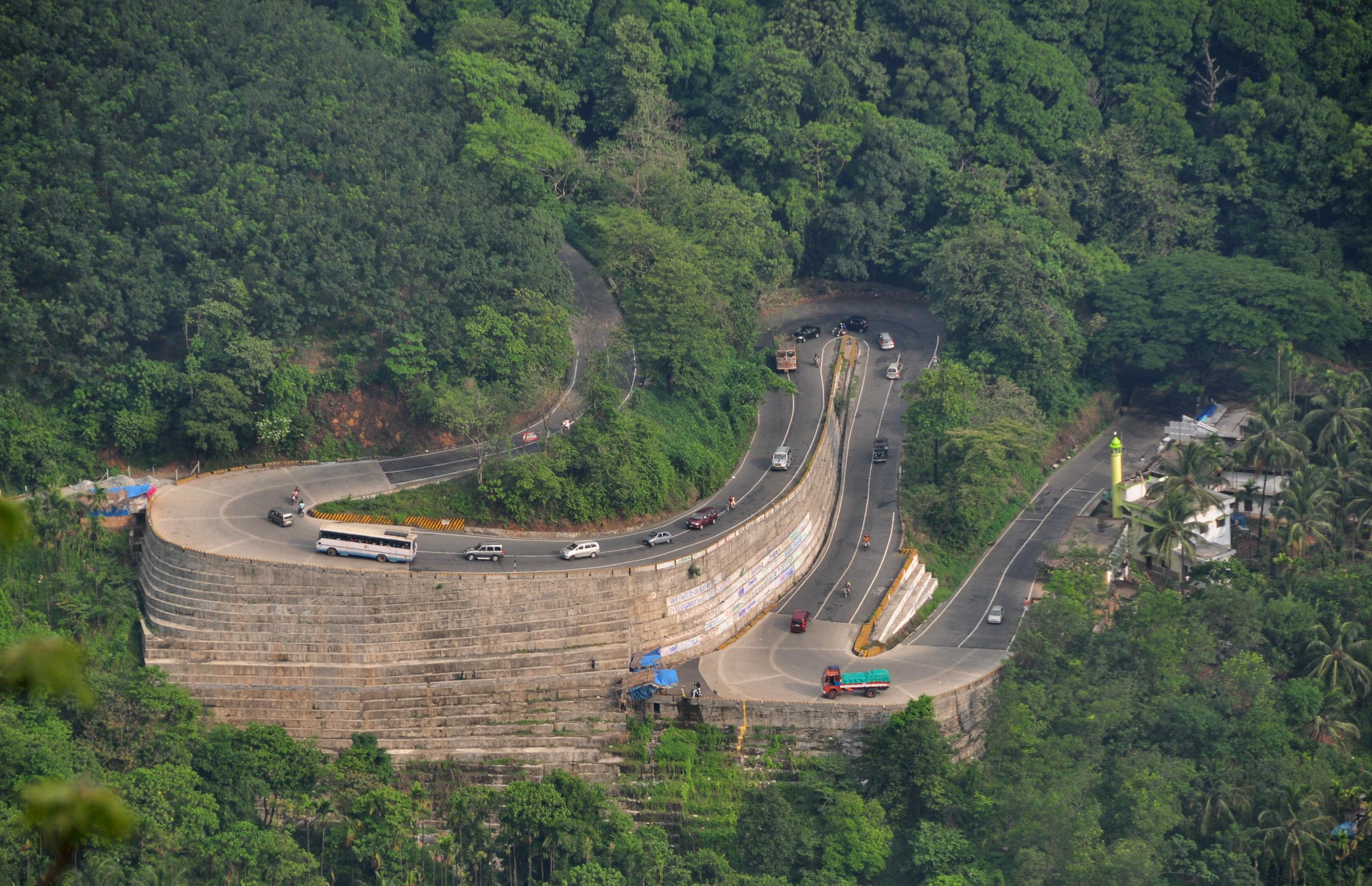
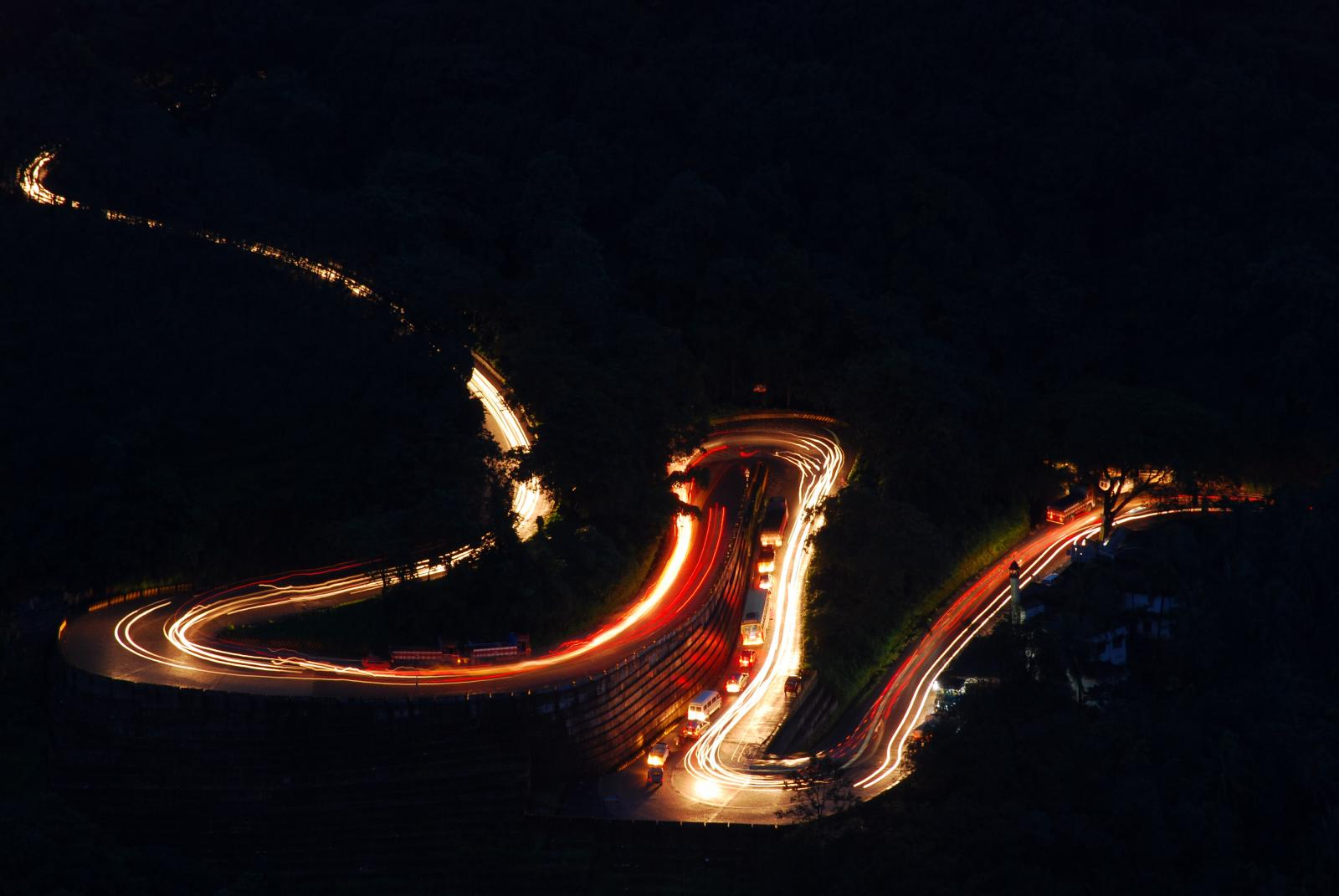
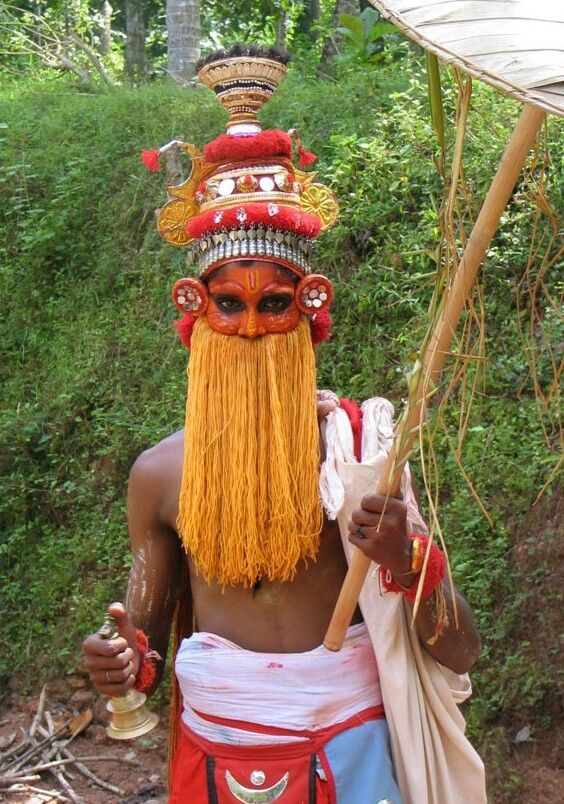
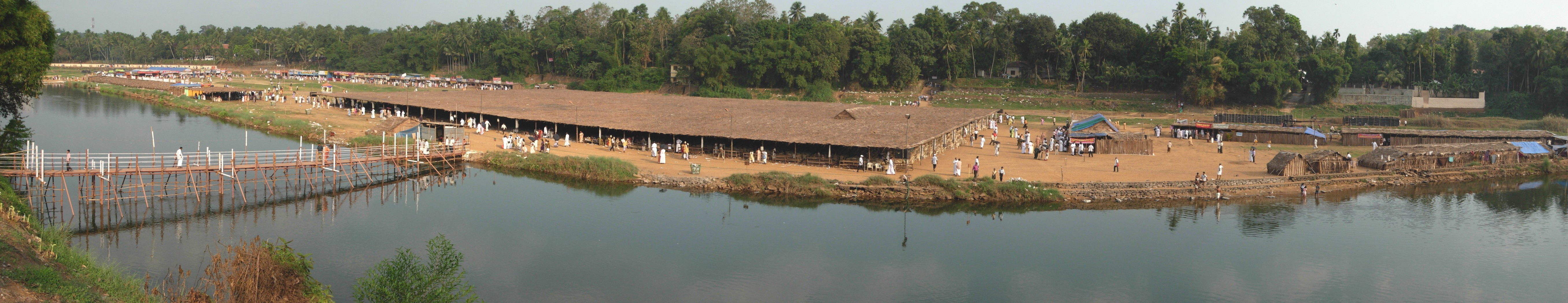
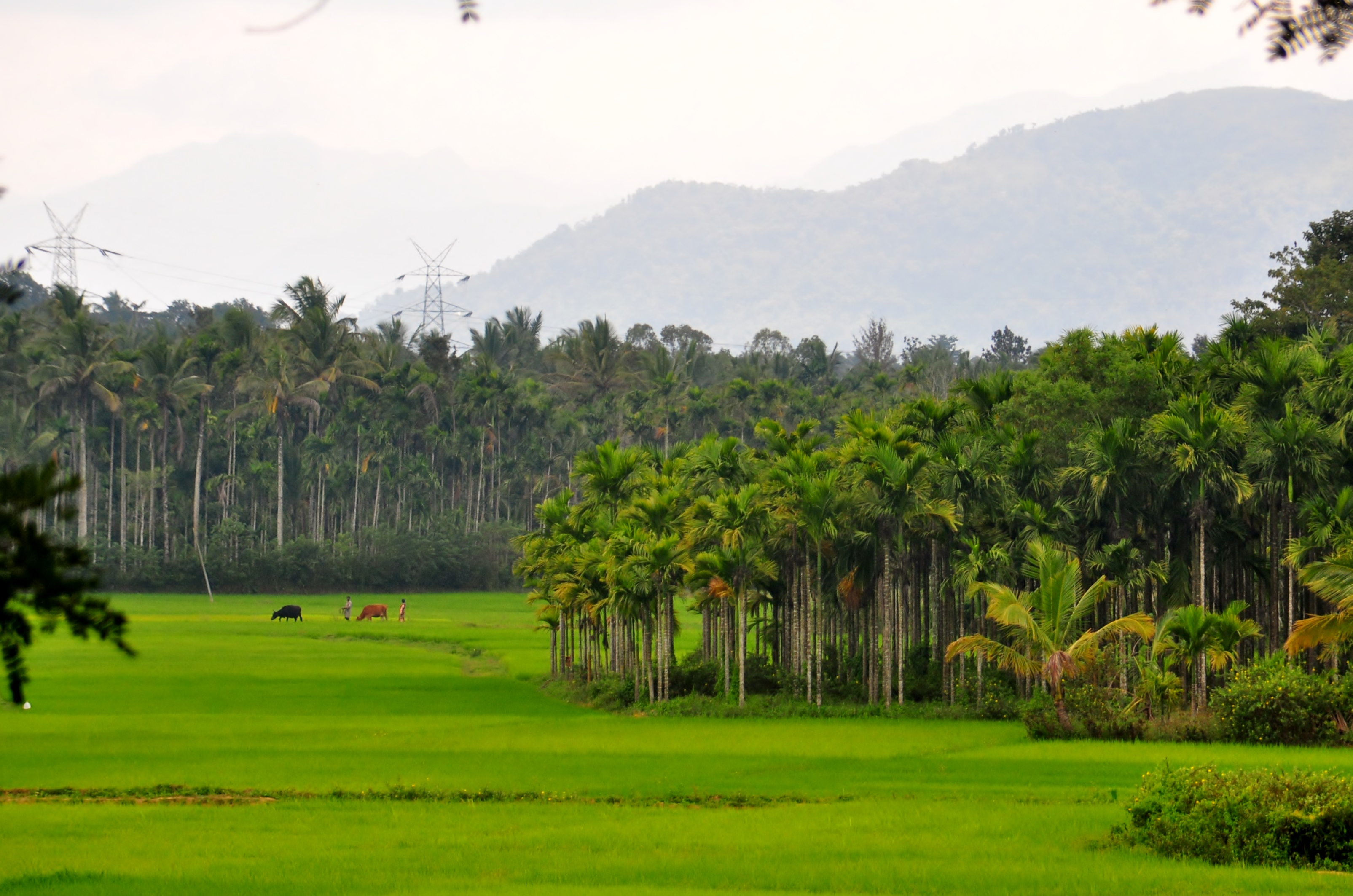
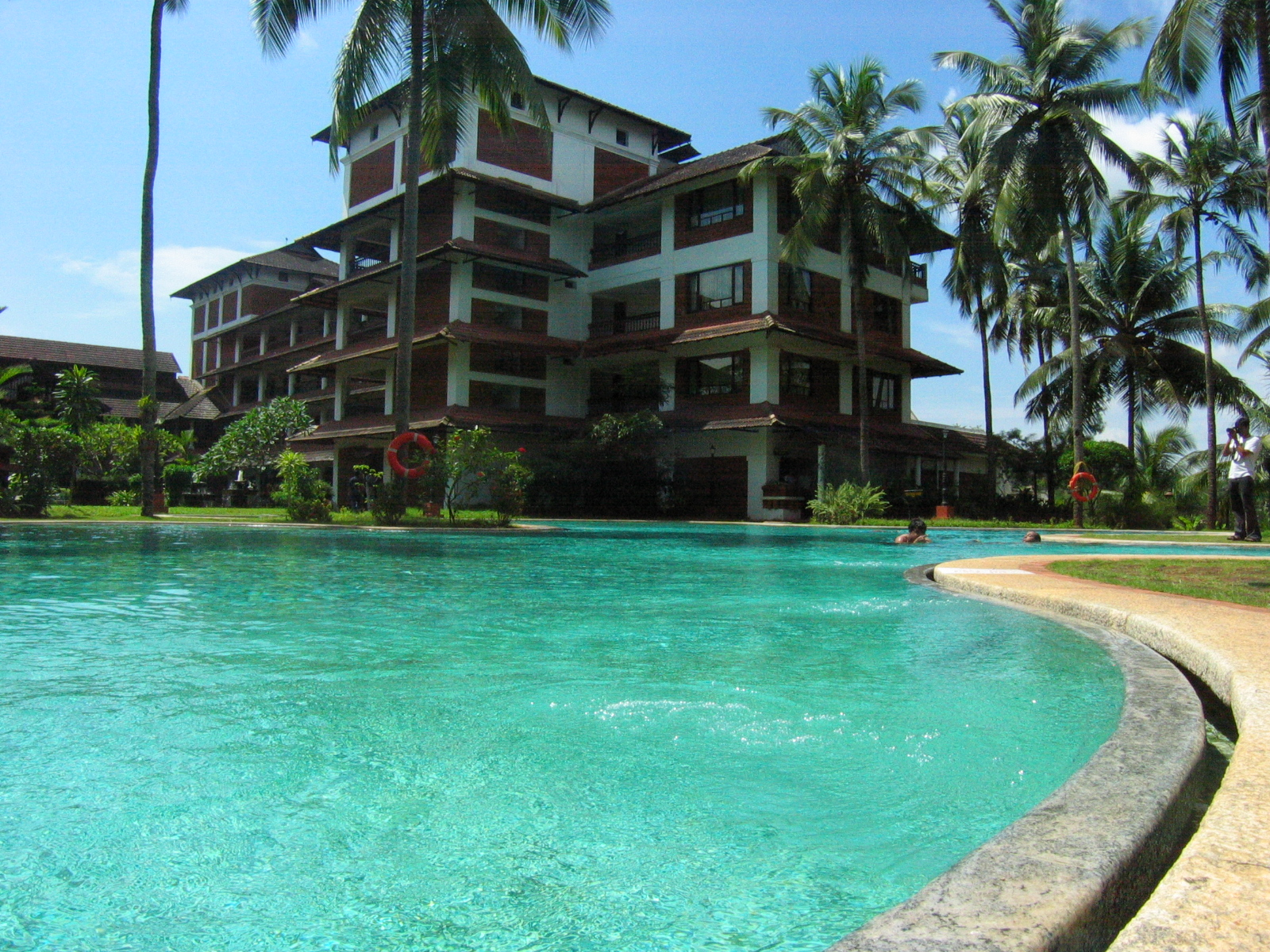
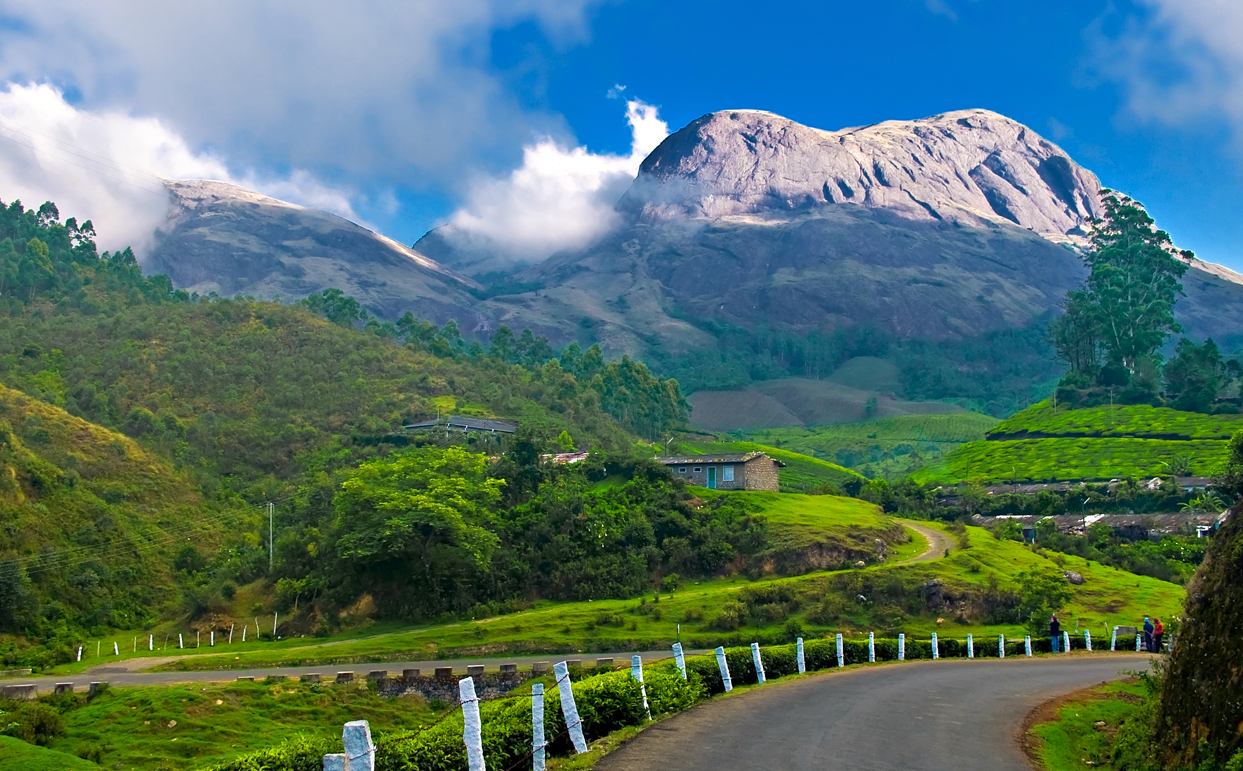
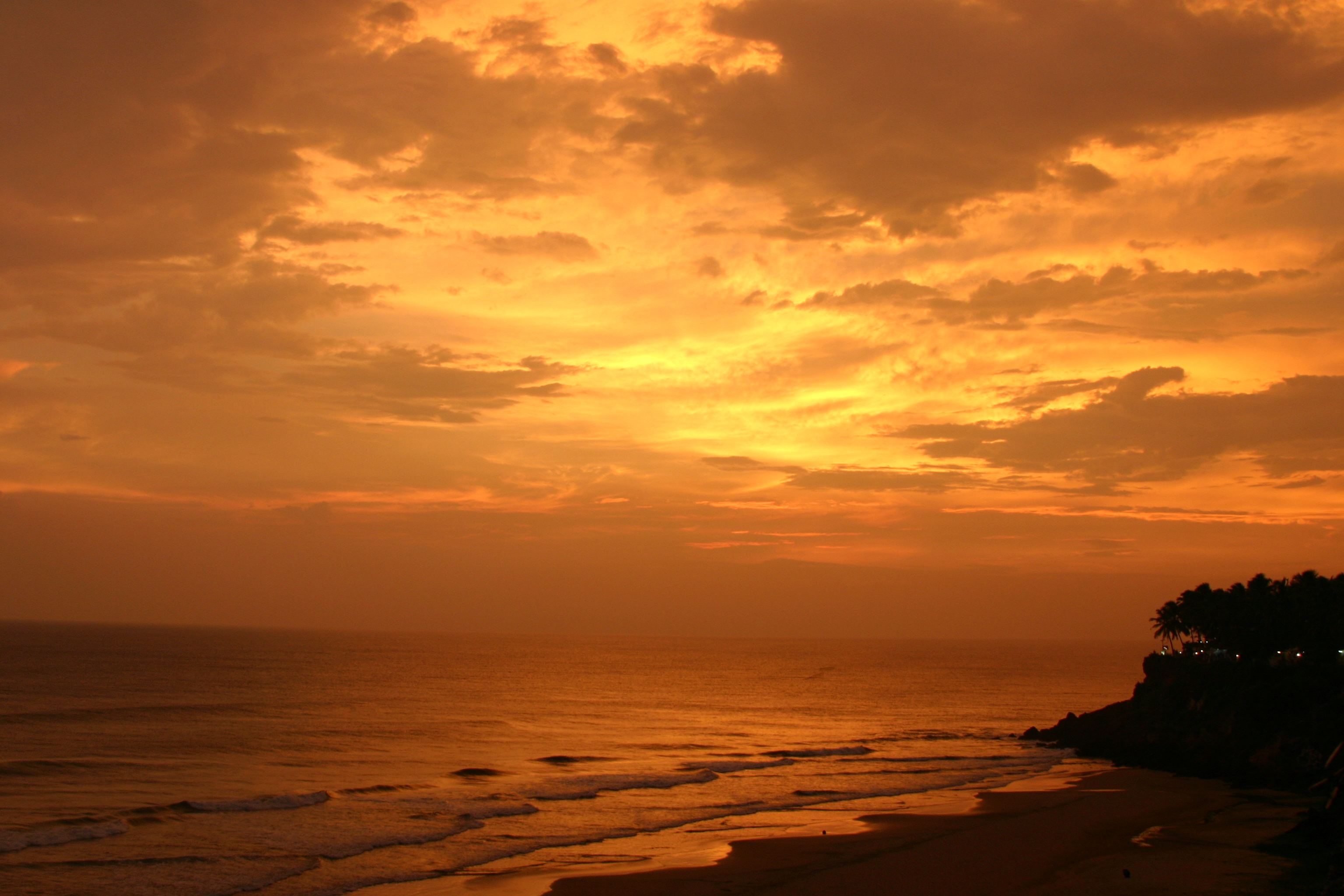
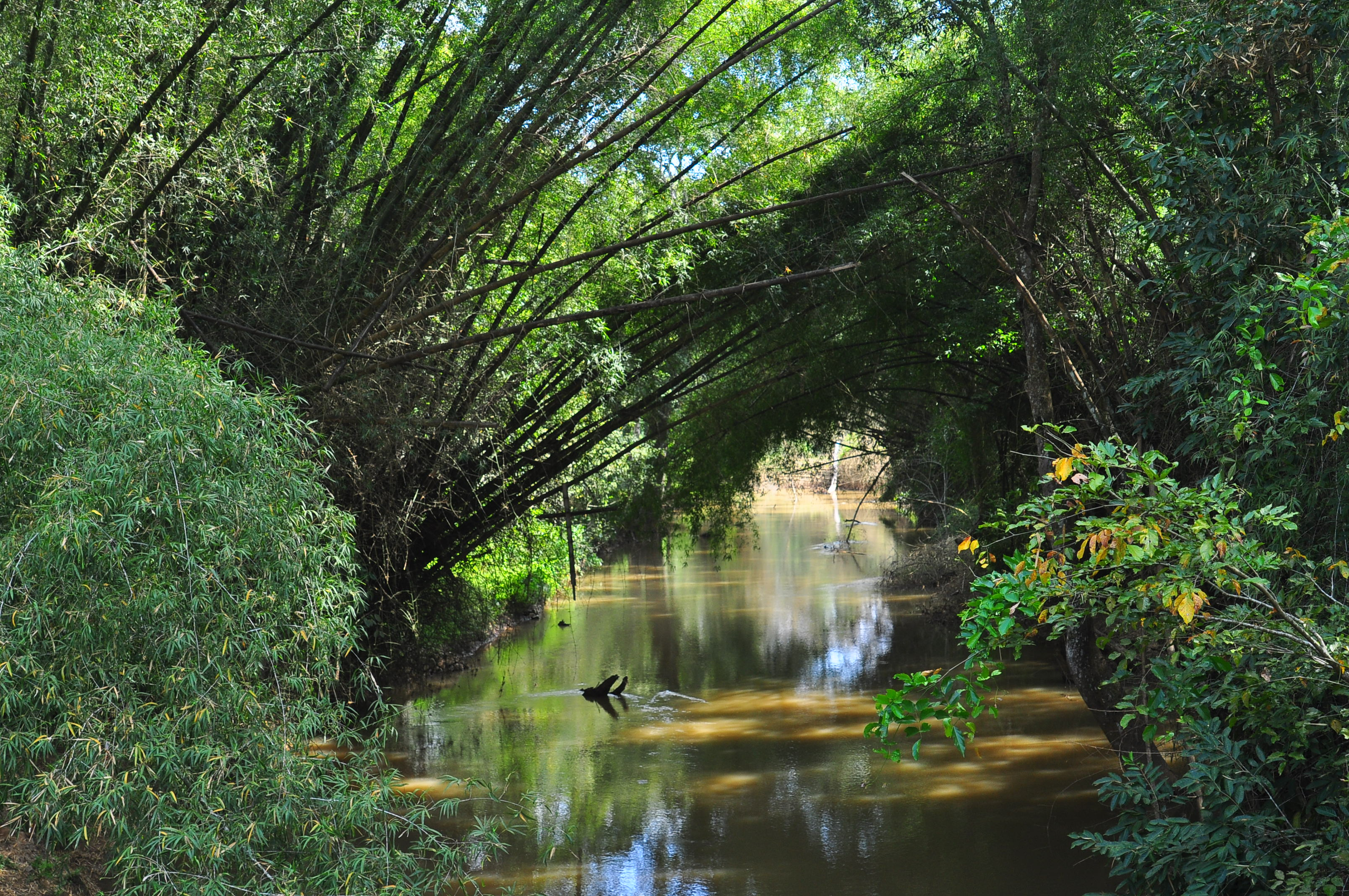
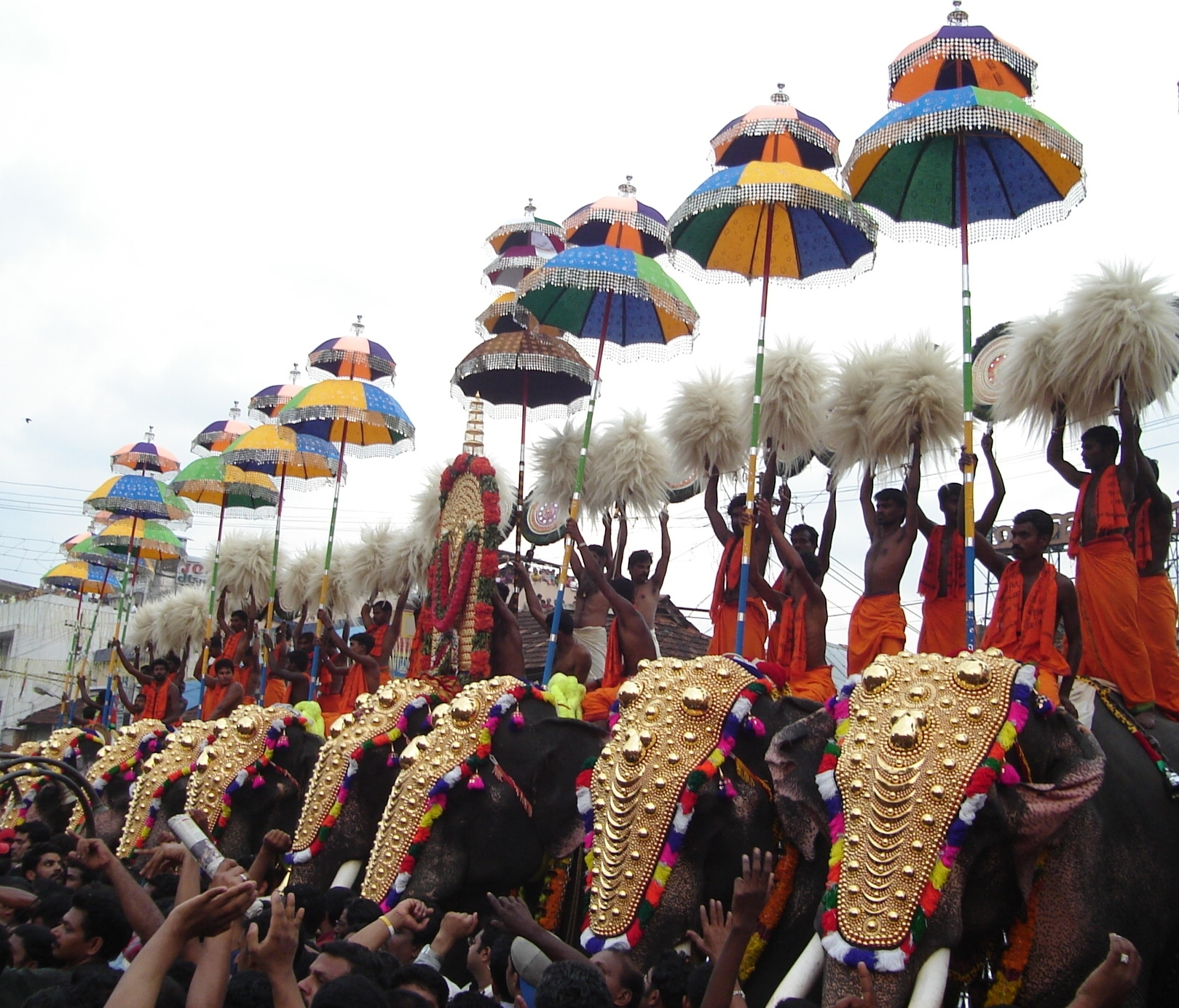

- پرونده:Oppana.jpg